# Савченко, Валерий Игоревич
Вале́рий И́горевич Са́вченко (род. 7 сентября 1926) — советский и российский сценарист.

## Биография
Род. 7 сентября 1926 г. в Ленинграде в семье кинорежиссёра И. А. Савченко. Учился в Институте международных отношений (1943—1946), на операторском факультете Всесоюзного государственного института кинематографии (1946—1947). Окончил Литературный институт им. М. Горького (1952).
С 1950 г. работает на Московской студии научно-популярных фильмов (в киножурналах «Наука и техника», «Сельское хозяйство» и др.).
Автор сценариев художественных фильмов: «Два Федора» (1958), «Чертова дюжина» (1970, в соавт. с В. Ворониным).